# Liste der Biografien/Arv
Liste der Biografien |
Portal Biografien |
Personensuche
# |
A |
B |
C |
D |
E |
F |
G |
H |
I |
J |
K |
L |
M |
N |
O |
P |
Q |
R |
S |
T |
U |
V |
W |
X |
Y |
Z |
?
 
Aa |
Ab |
Ac |
Ad |
Ae |
Af |
Ag |
Ah |
Ai |
Aj |
Ak |
Al |
Am |
An |
Ao |
Ap |
Aq |
Ar |
As |
At |
Au |
Av |
Aw |
Ax |
Ay |
Az
 
Ara |
Arb |
Arc |
Ard |
Are |
Arf |
Arg |
Arh |
Ari |
Arj |
Ark |
Arl |
Arm |
Arn |
Aro |
Arp |
Arq |
Arr |
Ars |
Art |
Aru |
Arv |
Arw |
Arx |
Ary |
Arz
Die Liste der Biografien führt alle Personen auf, die in der deutschsprachigen Wikipedia einen Artikel haben. Dieses ist eine Teilliste mit 57 Einträgen von Personen, deren Namen mit den Buchstaben „Arv“ beginnt.

## Arv

### Arva
- Árvai, Attila (* 1974), ungarischer Radrennfahrer
- Arvan, Jan (1913–1979), US-amerikanischer Schauspieler
- Arvand, Mardjan (* 1963), iranische Medizinerin und Bakteriologin
- Arvandus, weströmischer Prätorianerpräfekt
- Arvaneh, Giovanni (1964–2025), deutscher Schauspieler
- Arvanitaki, Asimina (* 1980), griechische Physikerin
- Arvanitaki, Eleftheria (* 1957), griechische Sängerin
- Arvanitas, Georges (1931–2005), französischer Jazzmusiker
- Arvaniti, Vasiliki (* 1985), griechische Beachvolleyballspielerin
- Arvanitis, Giorgos (* 1941), griechischer Kameramann
- Arvanitis, Goulielmos (1921–1987), griechischer Fußballspieler
- Arvanitis, Konstantinos (* 1964), griechischer Journalist und Politiker (Syriza), MdEP
- Arvanitopoulos, Konstantinos (* 1960), griechischer Politikwissenschaftler
- Arvas, Dag (1913–2004), schwedischer Konteradmiral
- Arvasevičius, Kostas (1949–2017), litauischer Politiker
- Arvâsi, Abdülhakim (1865–1943), sunnitischer islamischer Rechtsgelehrter
- Arvay, Clemens (1980–2023), österreichischer SachbuchautorClemens Arvay (1980–2023)

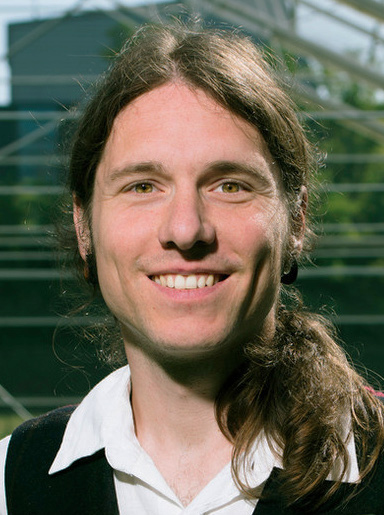
Clemens Arvay (1980–2023)

- Arvay, Gregor (1790–1871), ungarischer katholischer Geistlicher, Lehrer und Schriftsteller
- Arvay, Margareta (* 1937), rumänische Skilangläuferin
- Arvay, Richard (1897–1970), österreichischer Drehbuchautor, Schriftsteller und Stummfilmregisseur

### Arve
- Arvé, Finn (* 1953), dänischer römisch-katholischer Priester und ehemaliger Schauspieler
- Arvedi, Giovanni (* 1937), italienischer Stahlunternehmer
- Arvedson, Magnus (* 1971), schwedischer Eishockeyspieler und -trainer
- Arvei, Pere, katalanischer Architekt
- Arveiller, Raymond (1914–1997), französischer Romanist und Lexikologe
- Arvelius, Friedrich Gustav (1753–1806), estnischer Volksaufklärer, Schriftsteller und Dichter
- Arvelo, Gremlis (* 1996), venezolanische Tischtennisspielerin
- Arvers, Félix (1806–1850), französischer Schriftsteller
- Arvesen, Kurt Asle (* 1975), norwegischer Radrennfahrer und Sportlicher Leiter
- Arveson, William (1934–2011), US-amerikanischer Mathematiker
- Arveuf, François, französischer Architekt

### Arvh
- Arvhage, Kristoffer (* 1977), schwedischer Fußballspieler

### Arvi
- Arvidson, Bertil (1921–2004), schwedischer Diplomat, Botschafter, Ständiger Vertreter beim Europarat
- Arvidson, Ken (1938–2011), neuseeländischer Dichter und Hochschullehrer
- Arvidson, Linda (1884–1949), US-amerikanische Bühnen- und Filmschauspielerin
- Arvidsson, Arne (1929–2008), schwedischer Fußballtorhüter
- Arvidsson, Erik (* 1996), US-amerikanischer Skirennläufer
- Arvidsson, Fabian (* 1986), schwedischer Unihockeytrainer
- Arvidsson, Gösta (1925–2012), schwedischer Kugelstoßer
- Arvidsson, Isak (* 1992), schwedischer Tennisspieler
- Arvidsson, Jesper (* 1985), schwedischer Fußballspieler
- Arvidsson, Magnus (* 1973), schwedischer Fußballspieler
- Arvidsson, Malin (* 1978), schwedische Schauspielerin und Tänzerin
- Arvidsson, Margareta (* 1947), schwedisches Modell
- Arvidsson, Pär (* 1960), schwedischer Schwimmer und Olympiasieger
- Arvidsson, Per-Olof (1864–1947), schwedischer Sportschütze
- Arvidsson, Sofia (* 1984), schwedische Tennisspielerin
- Arvidsson, Tomas (* 1941), schwedischer Kriminalschriftsteller
- Arvidsson, Torbjörn (* 1968), schwedischer Fußballspieler
- Arvidsson, Viktor (* 1993), schwedischer Eishockeyspieler
- Arvieux, Laurent d’ (1635–1702), französischer Kaufmann, Reisender, Diplomat
- Arvigo, Rosita (* 1941), US-amerikanische Dozentin, Autorin und Pflanzenheilkundige
- Arvin, Newton (1900–1963), US-amerikanischer Literaturhistoriker
- Arvinte, Vasile (1927–2011), rumänischer Romanist und Rumänist
- Arvizu, Juan (1900–1985), mexikanischer Sänger
- Arvizu, Reginald (* 1969), US-amerikanischer BassistReginald Arvizu (* 1969)

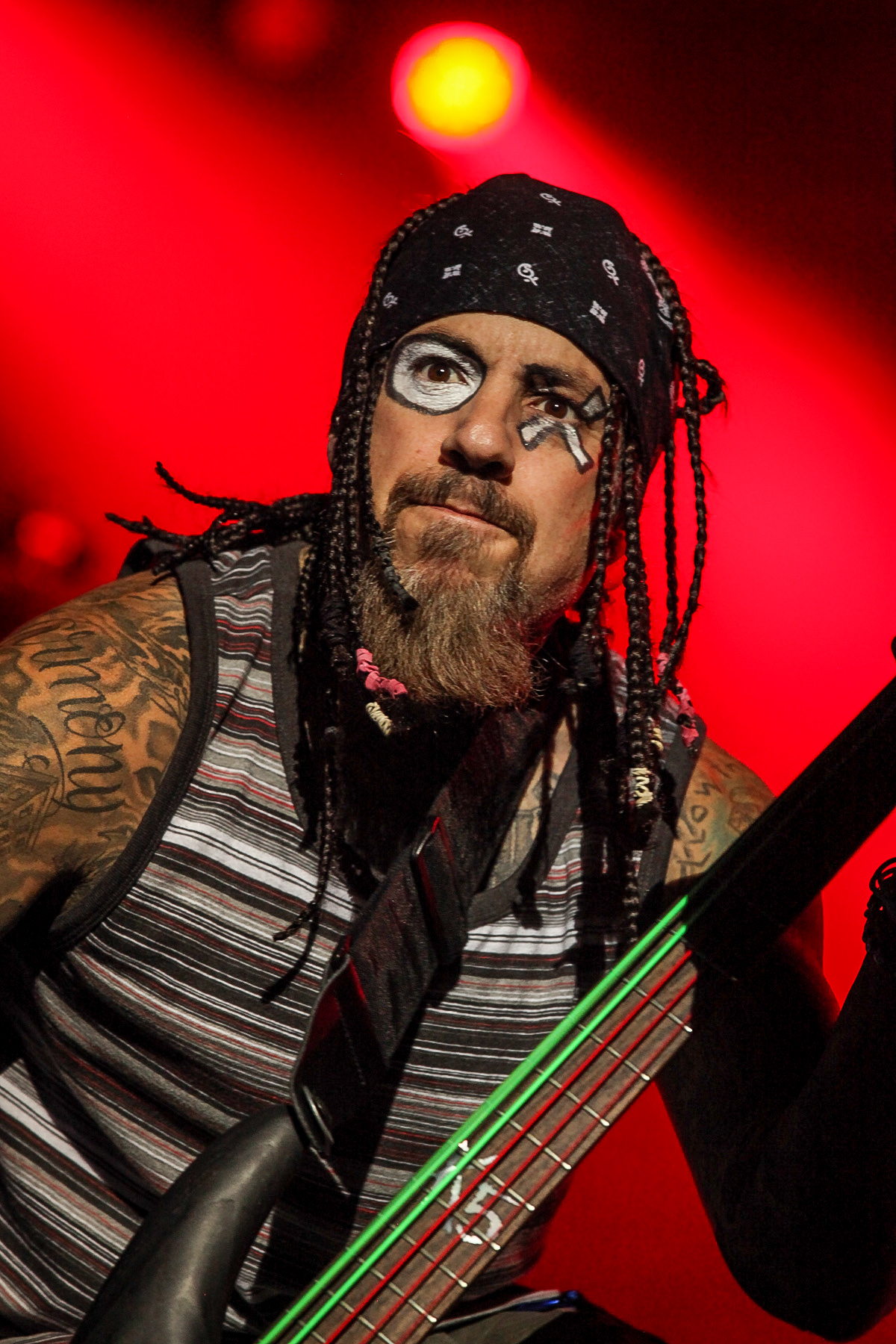
Reginald Arvizu (* 1969)

### Arvo
- ARVØ (* 1992), deutscher Musiker und Musikproduzent